# Valrhona
Valrhona Chocolaterie er en fransk chokoladeproducent med hjemsted i den lille landsby Tain L'Hermitage i vindistriktet Hermitage omkring 80 km syd for Lyon. Virksomheden har fem datterselskaber samt 60 lokale distributører verden over og regnes som en af verdens førende producenter indenfor mørk, bitter chokolade. Udover produktionen af chokolade, har virksomheden siden 1988 også drevet École du Grand Chocolat – en skole for professionelle kokke med fokus på chokoladebaserede retter og kager.

## Virksomhedens historie
Virksomheden blev etableret i 1922 af den franske konditor M. Guironnet i Rhône-dalen i det sydlige Frankrig under navnet La Chocolaterie de Vivarais og grundlagt med en ideologisk målsætning om at fremstille og levere velsmagende gourmetchokolade til chocolatierer, konditorier og restauranter. I begyndelsen af 1950'erne besluttede man sig for at foretage et navneskifte til det nuværende navn, hvilket er sammensat af ordene "valley" og "Rhône". Samtidig med introduktionen af det nye navn øgedes kendskabet til Valrhona som leverandør af råchokolade til andre chocolatiers og konditorer. I 1986 påbegyndte virksomheden sin egen chokoladeproduktion af forskellige produkter til salg i butikker. Chokoladen oprinder fra udvalgte kakaoplantager primært i det Caribiske Hav og det Indiske Ocean, hvis soltørrede kakaobønner (fortrinsvist criollo og trinitario sorterne) transporteres til hjemstedet.
Virksomheden fokuserer primært på luksus-chokolade af høj kvalitet markedført til producenter samt private forbrugere, som indenfor de seneste år har fået mulighed for at købe chokoladen direkte. Selv om man anses som værende en af de fineste chokolade producenter i verden, er Valrhona i nogenlunde samme prisklasse som konkurrerende mærker såsom Godiva og Neuhaus. Virksomheden produkter fås i mange forskellige smagsvarianter af både mørk (op til 85% kakao) og lys chokolade (ned til 40% kakao) og fås som plader, æsker, pastiller osv. Produktlinien inkluderer den luksuriøse "Grand Cru" (lanceret i firserne), den sukkerfrie "Chocoline" (lanceret i 2007) og årgangschokolader produceret af bønner fra en enkelt høst fra en enkelt specifik plantage: "Ampamakia" (Madagaskar), "Gran Couva" (Trinidad) og "Palmira" (Venezuela).

## Ekstern kilde/henvisning
- Valrhonas officielle hjemmeside (fransk)

45°4′7.28″N 4°50′36.68″Ø / 45.0686889°N 4.8435222°Ø